# Gary McAllister
Gary McAllister (Motherwell, 25 dicembre 1964) è un allenatore di calcio ed ex calciatore scozzese, di ruolo centrocampista.

## Carriera
È membro dell'Ordine dell'Impero britannico dal 31 dicembre 2001.
Ha capitanato la Scozia 31 volte su 57 presenze.
Nel settembre 2010 diventa l'assistente di Gérard Houllier sulla panchina dell'Aston Villa, e dal 23 aprile 2011, lo sostituisce a causa dei problemi cardiaci del manager francese.

## Palmarès

### Giocatore

#### Competizioni nazionali
- Campionato inglese: 1

Leeds United: 1991-1992
- Charity Shield: 2

Leeds United: 1992
Liverpool: 2001
- Coppa d'Inghilterra: 1

Liverpool: 2000-2001
- Coppa di Lega inglese: 1

Liverpool: 2000-2001

#### Competizioni internazionali
- Coppa UEFA: 1

Liverpool: 2000-2001
- Supercoppa UEFA: 1

Liverpool: 2001